# Маргулян, Арнольд Эвадьевич
Арнольд Эвадьевич Маргуля́н (1879—1950) — советский оперный дирижёр. Народный артист РСФСР (1944). Народный артист УССР (1932). Лауреат Сталинской премии второй степени (1946). Член ВКП(б) с 1945 года.

## Биография
Родился 1 (13) апреля 1879 года в Киеве в семье служащего.
Получил домашнее музыкальное образование. С 1888 г. обучался игре на скрипке у А. Фидельмана и Э. Млынарского. В 1893—1897 гг. — обучался дирижированию у И. В. Прибика, В. Сука и Г. Цумпе
С 1896 г. сам давал частные уроки, с 1897 г. работал скрипачом итальянской оперы в Одессе, выступая в симфонических концертах Одесского отделения ИРМО с приезжими дирижёрами В. Сафоновым и Э. Колонном.
В 1902—1904 гг. — дирижёр оперных трупп в Перми и Екатеринбурге (где был также режиссёром и хормейстером), в Харькове и Киеве (1904-06).
С 1909 года — главный дирижёр оперной труппы М. Е. Медведева в Киеве, затем в Одессе и Тифлисе (1909-11).
В 1912—1918 гг. — дирижёр Театра музыкальной драмы, затем (в 1921—1922 гг.) — дирижёр Театра «Народный дом» в Петрограде.
В 1922—1924 гг. — дирижёр оркестра Свердловского театра оперы и балета.
В 1925—1927 гг. непродолжительное время работал в оперных театрах Киева и Одессы.
В 1927—1937 гг. — главный дирижёр Харьковский театр оперы и балета, возглавлял вокальный класс Харьковского музыкально-драматического института. В оперном театре Харькова, поставил, наряду с классическими произведениями, ряд опер советских авторов — «Тихий Дон» и «Поднятую целину» Дзержинского, «Трильби» Юрасовского, «Разлом» Фемилиди, «Золотой обруч» Лятошинского.
В 1937—1948 гг. — главный дирижёр и художественный руководитель СвАТОБ имени А. В. Луначарского. С 1942 года профессор СвГК имени М. П. Мусоргского, заведующий кафедрой оперной подготовки.
Умер 15 июля 1950 года. Похоронен в Екатеринбурге на Широкореченском кладбище.

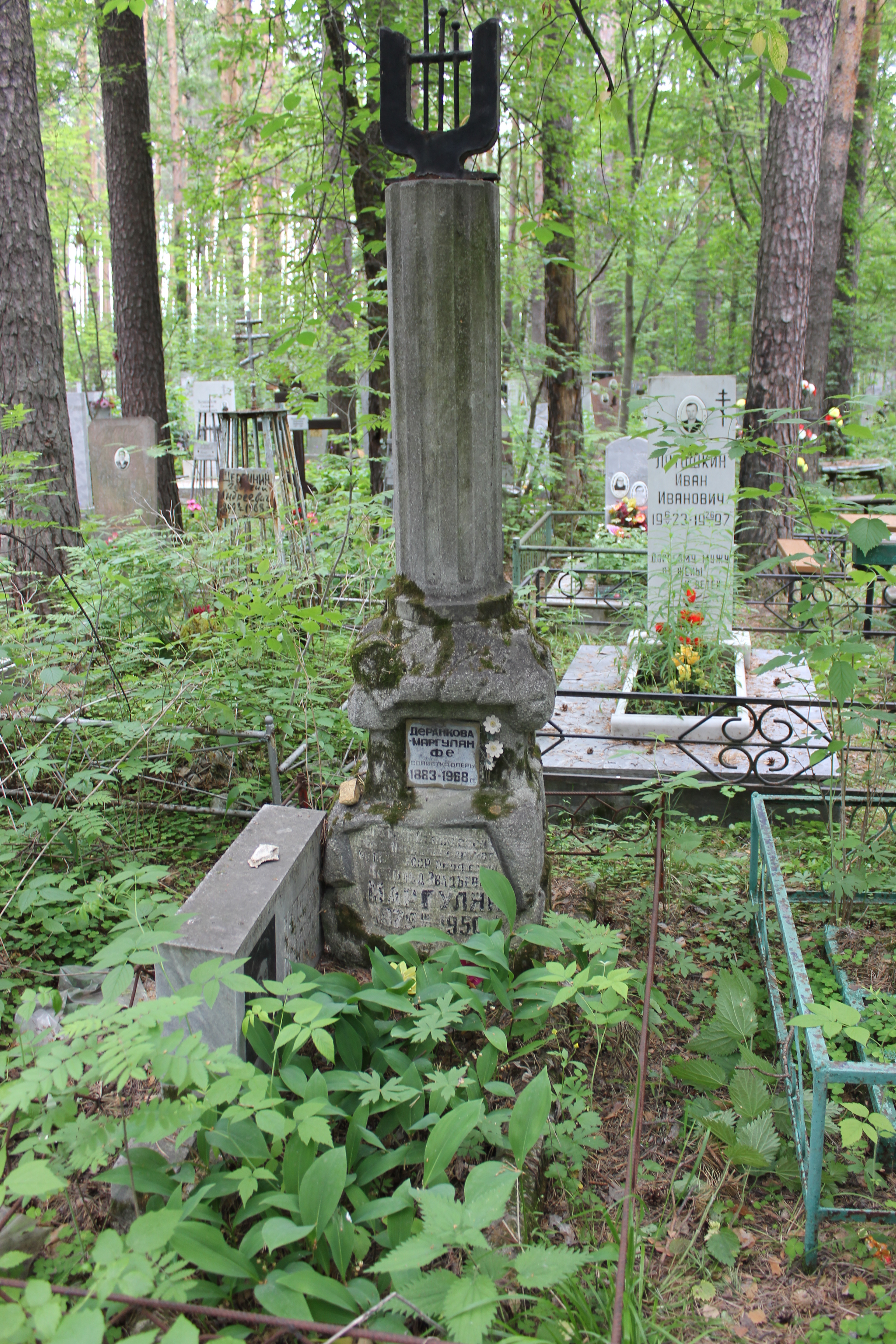
Общий план могилы Маргулянов

### Семья
Жена — Деранкова-Маргулян Фанни Ефимовна (1883 — 25.11.1968), родилась в Екатеринбурге, артистка оперы (лирико-драматическое сопрано) и оперетты. Похоронена на Широкореченском кладбище рядом с мужем.

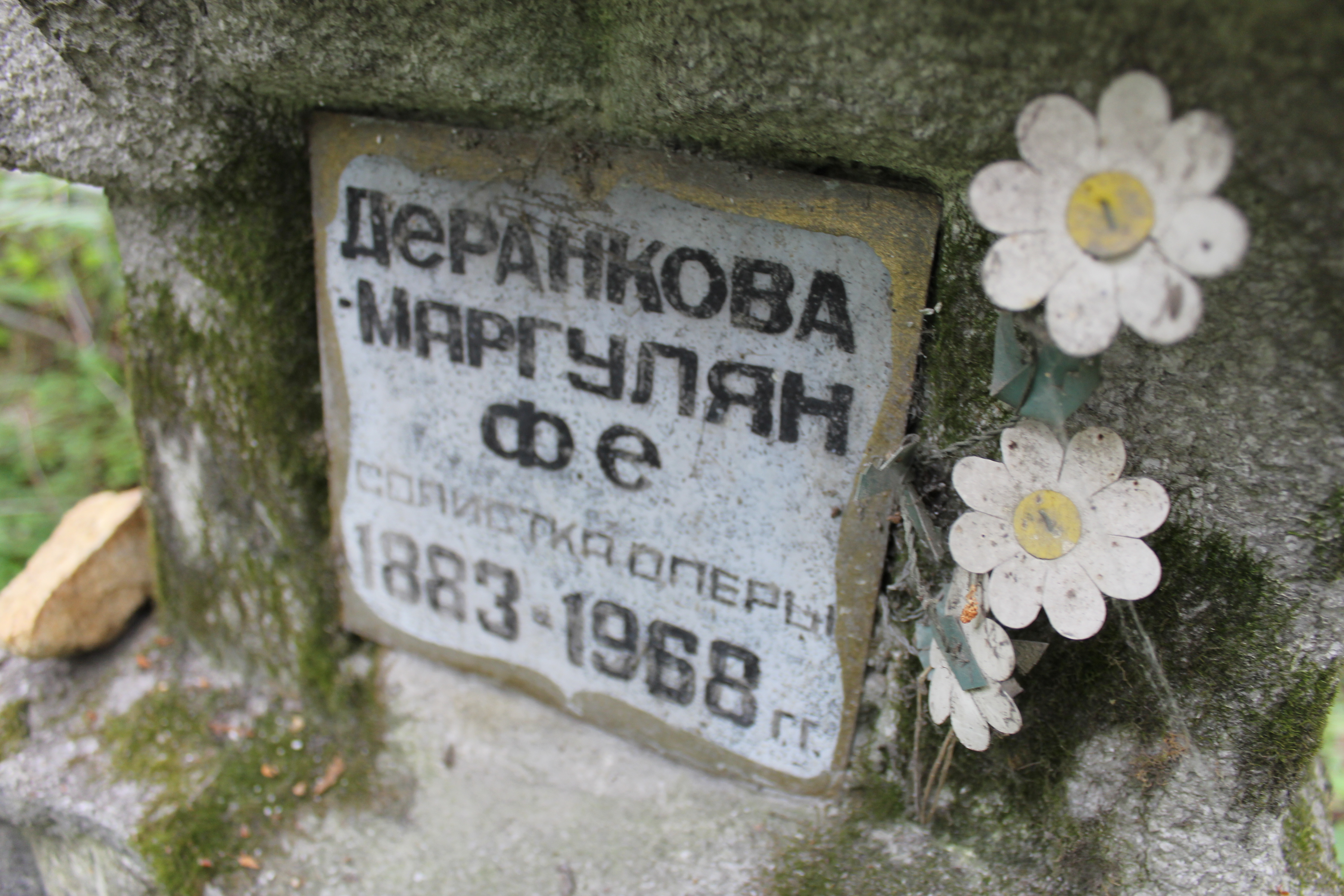
Табличка с именем Деранковой

## Постановки
- 1945 — «Отелло» Дж. Верди
- «Броненосец „Потёмкин“» О. С. Чишко
- «Суворов» С. Н. Василенко
- «Гаяне» А. И. Хачатуряна
- «Емельян Пугачёв» М. В. Коваля
- «За жизнь» В. Н. Трамбицкого
- «Гроза» В. Н. Трамбицкого
- «Тихий Дон» И. И. Дзержинского
- «Поднятая целина» И. И. Дзержинского
- «Надежда Светлова» И. И. Дзержинского
- «Бахчисарайский фонтан» Б. В. Асафьева
- «Кавказский пленник» Б. В. Асафьева

## Награды и премии
- народный артист УССР (1932)
- народный артист РСФСР (09.02.1944)
- Сталинская премия второй степени (1946) — за дирижирование оперным спектаклем «Отелло» Дж. Верди на сцене СвАТОБ имени А. В. Луначарского